# Bèze
Bèze település Franciaországban, Côte-d’Or megyében. Lakosainak száma 730 fő (2022. január 1.). Bèze Bourberain, Beire-le-Châtel, Noiron-sur-Bèze, Viévigne, Beaumont-sur-Vingeanne, Dampierre-et-Flée és Lux községekkel határos.

## Népesség
A település népességének változása:
| Lakosok száma | 495  | 526  | 569  | 709  | 733  | 722  | 714  | 701  | 711  | 730  |
|               | 1968 | 1982 | 1990 | 2006 | 2013 | 2015 | 2017 | 2019 | 2020 | 2022 |